# Hieroteusz (Garyfallos)
Hieroteusz, imię świeckie Jeroteos Garyfallos (ur. 1934 w Atenach, zm. 26 sierpnia 2019 w Mitylenie) – duchowny Greckiego Kościoła Prawosławnego, od 1988 metropolita Limnos i Ajos Efstratios.

## Życiorys
Święcenia diakonatu przyjął 13 listopada 1954, a prezbiteratu 1 marca 1959. Chirotonię biskupią otrzymał 22 listopada 1988.